# رسالة في صناعة القبان

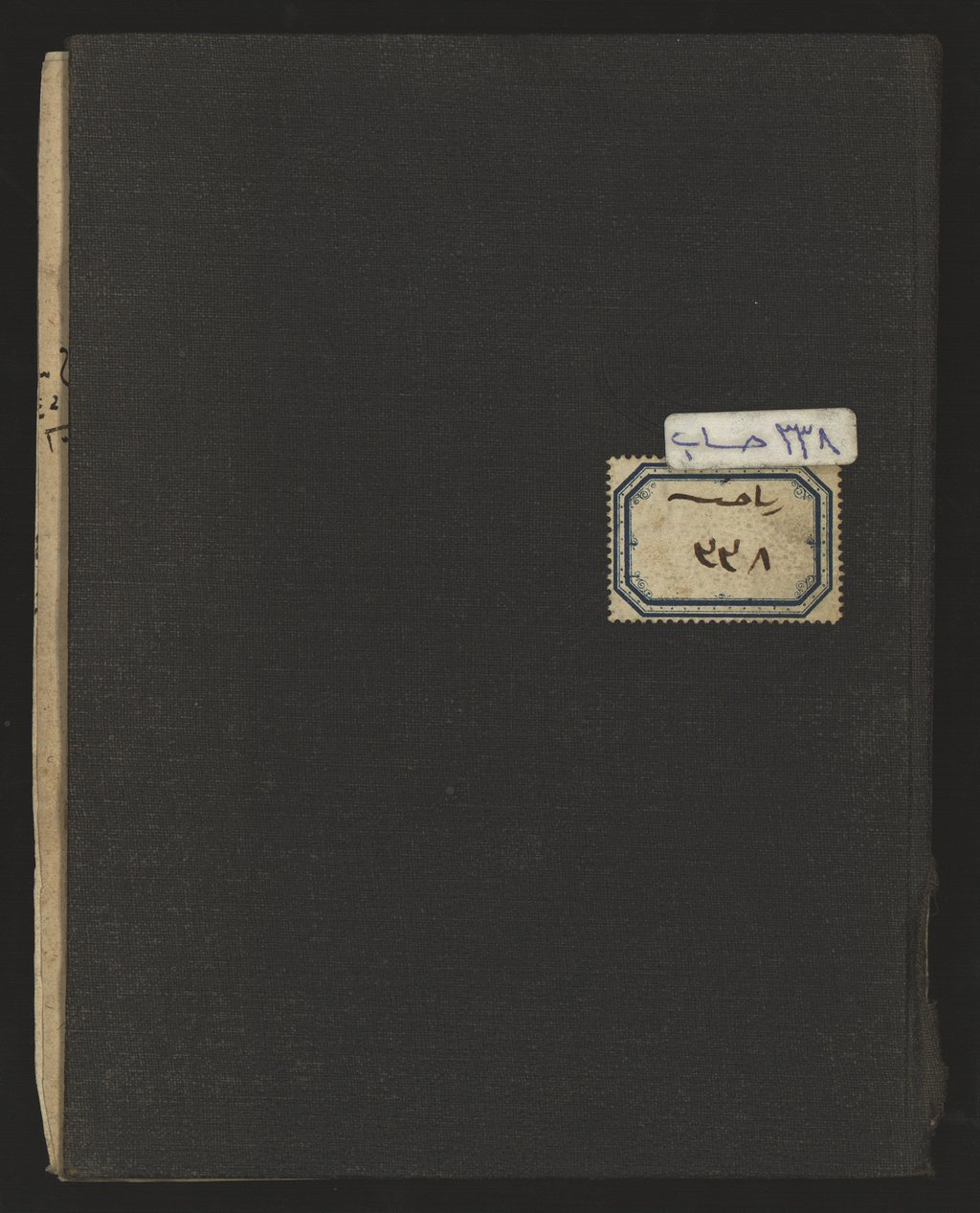

رسالة في صناعة القَبَّان، هي رسالة أو كتاب من عام 1540 حول كيفية صناعة واستخدام القَبَّان، وتجمع هذهِ الرسالة بين المعرفة الهندسية والميكانيكية والحسابية اللازمة لبناء واستخدام أجهزة قياس الأغراض ثقيلة الوزن وغير المنتظمة الشكل، لا يُعرف اسم المؤلف، ولكن الرسالة تستشهد بمقتطفات من عمل آخر للشيخ عبد المجيد الشامولي المحلي، الذي كان متوفى وقتها، وفي الصفحة الأخيرة من المخطوطة أبياتٌ تصف أساسيات استخدام القبان، وذلك في أرجوزة يسهل تذكره، كان استخدام النَظْم لمساعدة الذاكرة أمراً شائعاً في تدريس الحِرَف المختلفة.